# Micro-Mainframe Link
Micro-Mainframe Link（マイクロメインフレームリンク、マイクロ・メインフレーム・リンク）は、パーソナルコンピュータ (PC)をメインフレーム（ホストコンピュータ）に接続し、それぞれがコンピュータとしても機能を発揮して業務を分担しながら、全体のシステムを構築する技法である。
パソコンの使い方によって以下の3方式がある。
1. エミュレータ方式
2. キー・CRT・インターフェイス方式
3. 会話型データ転送インターフェイス方式

## 関連文献
- 草野明 (1988年2月19日). “パソコンLAN　マイクロ・メインフレーム・リンク”. 情報処理学会研究報告. マルチメディア通信と分散処理 (DPS), 11(1987-DPS-036). 2019年5月14日閲覧。